# الله أباد يك (مقاطعة فهرج)
الله أباد يك (بالفارسية: الله‌آباد 1) هي مستوطنة تقع في ناحية نغين كوير في إيران. يقدر عدد سكانها بـ 180 نسمة .